# Геоинформатика
Геоинформатиката е приложна наука за събиране, съхраняване и представяне на географска информация.

## Основни задачи на геоинформатиката
- Съставяне и поддръжка на база данни с географска информация.
- Анализ и моделиране на данните.
- Разработване и интегриране на софтуер за гореизброените.

## Приложение
Геоинформатиката намира най-често приложение в производството на навигационни системи, където се ползва GPS-технологията за локализиране на обекти.